# Mälardalsskolan
Mälardalsskolan är en samlingsbeteckning för olika grupper av kyrkomålare verksamma under perioden cirka 1430–1470. Den innefattar bland annat Ärentunaskolans och Strängnässkolans målare.